# Abu-Nasr Mansur ibn Muskan
Abu-Nasr Mansur ibn Muskan fou cap de la cancelleria gaznèvida sota el sultans Mahmud de Ghazna (998-1030) i Massud I ibn Mahmud (1030-1040).
Mahmud li va oferir el càrrec de visir que va refusar. Va estar en desacord en imposar un impost als ciutadans de Balkh destinat a mantenir el jardí reial, i fou escoltat. Quan Massud va pujar al tron no volia seguir en el càrrec però el sultà li va suplicar.
Va morir abans que Massud I i aquest va vetllar el seu cos tot i que havien tingut diferències en la política a seguir.